# Sardostalita patrizii
Sardostalita patrizii är en spindelart som först beskrevs av Carl Friedrich Roewer 1956. 
Sardostalita patrizii ingår i släktet Sardostalita och familjen ringögonspindlar. Inga underarter finns listade i Catalogue of Life.